# Zelotes teidei
Zelotes teidei este o specie de păianjeni din genul Zelotes, familia Gnaphosidae, descrisă de Schmidt, 1968.
Este endemică în Insulele Canare. Conform Catalogue of Life specia Zelotes teidei nu are subspecii cunoscute.